# Нгугі Ва Тхіонго
Нґуґі ва Тхіонґо (Джеймс Нґуґі) (суах. Ngũgĩ wa Thiong'o, 5 січня 1938 — 28 травня 2025) — кенійський письменник і драматург лівих поглядів. Писав англійською мовою і мовою кікуйю. У 2009 році був номінований на премію Букер за сукупність створеного. У 2010 і 2014 роках розглядався як один із найбільш імовірних кандидатів на Нобелівську премію.

## Біографія
Нґуґі ва Тхіонґо (ім'я при народженні Джеймс Нгугі) народився 5 січня 1938 року в Лімуру, Кенія. Спочатку він навчався в місіонерській школі, а потім у вільній школі кікуйю. Навчався в Університеті Макерере в Уганді з 1959 по 1964 рік, де отримав диплом бакалавра з англійської мови, після чого працював півроку журналістом у місцевій газеті Найробі. Через півроку вирушив до Англії, де продовжив вивчення літератури.
У 1962 році в Національному театрі Уганди в Кампалі поставлена його п'єса «Чорний самітник», у 1976 році — п'єса «Процес Дедана Кімафі» — в Національному театрі Кенії в Найробі.
У 1967 році повернувся до Кенії, де почав працювати на кафедрі англійської філології в університеті Найробі. Саме в цей період він змінив своє християнське ім'я Джеймс на Нґуґі. Через два роки покинув викладати в цьому університеті на знак протесту під час студентських заворушень, а з 1970 по 1971 роки викладав африканську літературу в Північно-Західному університеті штату Іллінойс, але через час повернувся до університету Найробі, де став доцентом кафедри англійської філології.
У 1973 році отримав премію «Лотос» на конференції письменників Азії та Африки в Алма-Аті. У 1974 році на запрошення Спілки письменників СРСР жив в Ялті, де завершив свій роман «Криваві пелюстки».
У 1977 році Нґуґі був заарештований кенійськими владою. Проти нього не висунули офіційних звинувачень, але вважалося, що він був заарештований через кампанію з пробудження політичної активності серед селян і робітників у рідному містечку. У 1978 році він був визнаний в'язнем сумління організацією «Міжнародна амністія» і звільнений. Однак після звільнення він більше не зміг повернутися викладати в місцевий університет.
У 1982 році Нґуґі поїхав до Англії для написання роману, задум якого з'явився, ще коли автор перебував у в'язниці. У той час в Кенії почався державний переворот, і Тхіонґо вирішив і надалі залишатися в Англії. З 1977 жив і викладав у США в Єльському університеті, Нью-Йоркському університеті і Каліфорнійському університеті в Ірвайні.
У 2004 році приїхав на батьківщину, але незабаром письменник і його дружина зазнали нападу грабіжників у номері готелю, після чого повернулися до США.

## Літературна кар'єра
Нґуґі ва Тхіонґо вважається одним з найбільш талановитих письменників східної Африки. З 1960 року він написав велику кількість романів, п'єс і критичних есеїв. У своїх творах Тхіонґо зосереджувався на соціальних, культурних та політичних проблемах Кенії.
У своїх перших романах «Не плач, дитя» і «На різних берегах» (англ. The river between) письменник говорив про травматичні ефекти повстання народності мау-мау, яке вплинуло на життя сім'ї народності кікуйю і про вплив руху незалежних шкіл на сільські школи кікуйю.
Дебютував автобіографічним романом «Не плач, дитя» (1964), герой якого Нджороге, під час повстання Мау Мау ухиляється від участі в боротьбі, займаючи примиренську позицію, але вірячи, що в майбутньому його чекають великі справи і особлива місія. Однак пізніше Нджороге починає вважати себе боягузом і близький до самогубства, від якого його рятує мати.
У романі «На різних берегах» (1965) племена, які живуть в горах по різні боки від річки Хоніа, конкурують за звання народу, з якого вийшов давно померлий пророк Муго, який передбачив появу білих людей («одягнених як метелики»), захоплення місцевих земель і те, що один з жителів визволить народ з неволі. Шкільний учитель Вайякі, який вважає себе нащадком Муго, кілька років навчається у місіонерів в районі Найробі і вирішує, що саме він повинен врятувати свій народ. Однак спроба Вайякі примирити християнство з традиційними віруваннями невдала — герой гине від рук одноплемінників.
Третій роман «Пшеничне зерно» (1967) поєднав у собі спогади про повстання мау-мау з описом Кенії перед здобуттям нею незалежності.
У цій книзі російські дослідники бачать вплив Достоєвського і його уявлень про очищувальну роль визнання провини. У романі порушується послідовність подій і чергуються епізоди з минулого і сьогодення (ще нетипове для африканської прози 1960-х років явище). Його герой Муго під час повстання видав англійській колоніальній владі партизанського вождя Кіхіку. Бажаючи спокутувати усвідомлену ним провину, він ображає англійського офіцера і на чотири роки потрапляє до концтабору. Після отримання Кенією незалежності його запрошують виступити на сільському святі як учасника визвольних змагань. Однак Муго на площі публічно зізнається в своїй зраді
У книзі «Криваві пелюстки» (1977), його найбільш довгому і найбільш складному романі, Тхіонґо з ще більшою точністю описує експлуатацію кенійського народу новою елітою. У «Кривавих пелюстках» російські літературознавці бачать вплив соціалістичного реалізму (проте без образу активного позитивного героя); а отруйна червона квітка в назві символізує розвиток капіталізму і принесені ним соціальні контрасти.
У романі розповідається історія чотирьох героїв, які сидять за вбивство. Один із них вчитель і громадський активіст Карега; другий — Муніра, колишній директор школи і противник громадської боротьби; третій — Абдулла, напівіндієць, який брав участь у війні за незалежність; четвертий — колишня повія, нині власниця будинків розпусти і розважального закладу Ванджа.
У романі «Розіп'ятий диявол» (1980, спочатку опублікований на кікуйю; англійською 1982) автор через алегорію і символізм намагався зобразити зло капіталізму в сучасній Кенії. Тхіонґо намагався писати на кікуйю для того, щоб те, що він намагався сказати, було зрозумілим для широких мас населення, але в той же час він намагався писати політичні та культурні есеї англійською для міжнародного визнання.
Короткі твори були зібрані в 4 томи: «Повернення додому: есей про африканську і карибську літературу, культура і політика» (1971), «Письменники в політиці» (1981), «Дуло ручки: опір гнобленню в постколоніальній Кенії» (1983), «Деколонізація свідомості: мовна політика в африканській літературі» (1986) і «Зсув центрів: боротьба за культурну свободу» (1993). Також автором була написана автобіографія про час, проведений в ув'язненні «Затриманий: щоденник письменника-арештанта» (1981).
«Розіп'ятий диявол» — сатиричний памфлет. Кілька героїв отримують запрошення на «бал сатани» — так місцеві студенти назвали збори багатіїв, де ті братимуть участь в конкурсі, розповідаючи, як нажили своє багатство. На сцені з'являються як дрібні шахраї, так і великі спекулянти. Нарешті слово надається лідеру робітників, і капіталісти втікають, рятуючись від гніву натовпу.
Головний герой названого його ім'ям роману «Матігарі ва Нджуруунгі» (1989) — колишній повстанець Мау Мау, який хотів розпочати мирне життя. По дорозі додому, до сім'ї, він потрапляє до в'язниці, потім до психіатричної лікарні, але, втікши звідти, доходить до висновку про необхідність збройного повстання для відновлення справедливості. Переконавшись у пригніченні народу, він організовує страйк, бунт ув'язнених у в'язниці, і нарешті — народне повстання, в ході якого організовуються підпали майна багатіїв. Переслідувані солдатами, Матігарі і його супутниця гинуть в річці, проте його друг, хлопчик-сирота Муріукі, викопує захований героєм автомат Калашникова і готується продовжити боротьбу.
Сатирично-фарсовий характер носить також роман «Воронячий маг» (2007), головним героям якого вдається викрити жорстокого диктатора умовної африканської країни Абуріріі.
В останні роки вийшли нові книги Нгугі: збірник есеїв «Африканське Відродження» (Something Torn and New: An African Renaissance, 2009) і автобіографічні твори «Сни під час війни» (Dreams in a Time of War: a Childhood Memoir, 2010) і «У будинку тлумача» (In the House of the Interpreter: A Memoir, 2012).

## Переклади українською
Відійшла з посухою (оповідання). Переклала Н. Биховець. (журнал Всесвіт, червень 1979)